# Ptilodexia sororia
Ptilodexia sororia är en tvåvingeart som först beskrevs av Samuel Wendell Williston  1896.  Ptilodexia sororia ingår i släktet Ptilodexia och familjen parasitflugor. Inga underarter finns listade i Catalogue of Life.